# Lost Control (singel Alana Walkera)
Lost Control – singel norweskiego producenta muzycznego Alana Walkera i Sorany, wydany 14 grudnia 2018 roku.

## Produkcja i wydanie
„Lost Control” został wyprodukowany przez Alana Walkera i Mood Melodies. 14 grudnia 2018 roku wydaniu singla towarzyszyło wydanie debiutanckiego albumu studyjnego Alana Walkera Different World.

## Lista utworów
- Digital download (14 grudnia 2018)[1]

1. „Lost Control” – 3:42

## Pozycje na listach
| Państwo    | Lista (2018)    | Najwyższa pozycja |
| ---------- | --------------- | ----------------- |
| Norwegia   | Top 20 Singles  | 3                 |
| Szwajcaria | Singles Top 100 | 21                |